# هاينز إيمبودين
هاينز إيمبودين (بالإنجليزية: Heinz Imboden)‏ ولد بتاريخ 4 يناير 1962 في سويسرا، هو دراج سويسري سابق. سبق أن شارك في دورة الألعاب الأولمبية الصيفية.

## روابط خارجية
- هاينز إيمبودين على موقع أرشيف الدراجات (الإنجليزية)
- هاينز إيمبودين على موقع إحصائيات الدراجات الإحترافية (الإنجليزية)
- هاينز إيمبودين على موقع CycleBase (الإنجليزية)
- هاينز إيمبودين على موقع أوليمبيديا (الإنجليزية)